# شمندر

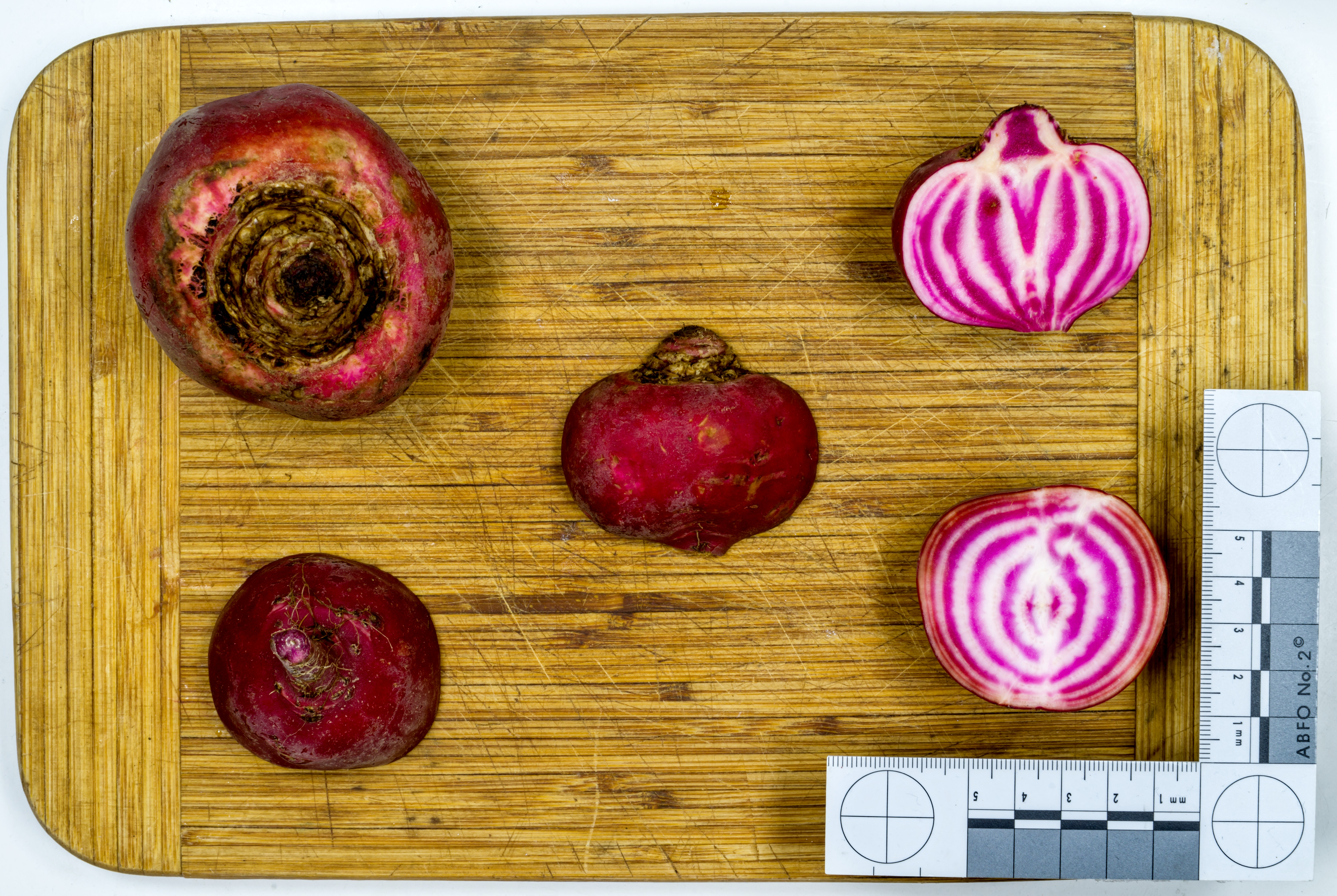
مقطع عرضي للشمندر الأحمر

الشمندر الأحمر أو الشوندر الأحمر أو البنجر (الاسم العلمي: Beta vulgaris) وهو الجذر الوتدي من نبات الشمندر. يحتوي الشمندر الأحمر على نسبة عالية من مركب البيتالينز (بالإنجليزية: Betalains) وهي المادة التي تكسب الشمندر اللون الأحمر كما تعتبر من أقوى مضادات الأكسدة.
هذا النبات جذري يُعرف أيضًا باسم بنجر المائدة، أو بنجر الحديقة، أو بنجر العشاء، أو يُصنّف حسب اللون إلى الشمندر الأحمر أو الشمندر الذهبي. ما تعتبر خضار ورقية تعرف باسم "الشمندر الأخضر". يمكن تناول الشمندر نيئاً أو مشوياً أو مطهواً على البخار أو مسلوقاً. يمكن أيضاً تعليب الشمندر كاملاً أو مقطعاً، وغالباً ما يعدّ مخللاً أو متبّلاً أو يقدم في صلصة حلوة وحامضة.
يعتبر الشمندر الأحمر أحد أنواع الشمندر التي تزرع من أجل جذورها أو أوراقها الصالحة للأكل. وتشمل الأصناف الأخرى من نفس النوع الفرعي الشمندر السكري والخضار الورقية المعروفة باسم بنجر السبانخ أو السلق وعلف جذور السلق.

## التاريخ
يمكن إرجاع تاريخ تدجين الشمندر إلى تاريخ ظهور الأليل الذي مكّن حصاد الأوراق والجذور الوتدية للنباتات ثنائية الحول. استخدم الشمندر الأحمر للمرة الأولى في الشرق الأوسط القديم، وكان ذلك لخضرته في المقام الأول، زرعه المصريون القدماء واليونانيون والرومان. وقد زُرع للإفادة من جذوره بحلول العصر الروماني. في العصور الوسطى، كان الشمندر يستخدم لعلاج حالاتٍ مختلفة، خاصة الأمراض التي تتعلق بالهضم والدم. أوصى بارتولوميو بلاتينا بتناول الشمندر مع الثوم لإبطال مفعول رائحة الثوم في التنفس.
خلال منتصف القرن السابع عشر، كانوا يستخدمون الشمندر الأحمر لتلوين النبيذ.
تسبب نقص الغذاء في أوروبا بسبب الحرب العالمية الأولى في صعوبات كبيرة، بما في ذلك ظهور حالات مرض "مانجيلورزل"، كما أسماه عمال الإغاثة. وكان ذلك من أعراض تناول الشمندر فقط.

## الاستخدام في المطبخ
عادة ما تؤكل جذور الشمندر الأرجوانية مسلوقة أو مشوية أو نيئة، إما بمفردها أو مع أي خضار تستخدم في السلطة. الجزء الأخضر الورقي من الشمندر صالح للأكل أيضًا. يمكن إضافة الأوراق الصغيرة نيئة إلى السلطات، بينما تؤكل الأوراق الناضجة غالبًا مسلوقة أو مطهوة على البخار، وفي هذه الحالة يكون لها طعم وملمس مشابه لطعم السبانخ. يمكن شوي الشمندر أو غليه أو طهيه على البخار وتقشيره ثم تناوله دافئًا مع أو بدون زبدة؛ أو مطبوخًا ومخللًا ثم تناوله باردًا باعتباره من التوابل؛ أو مقشرًا ومقطعًا نيئًا ثم تناوله كسلطة. يعد مخلل الشمندر طعامًا تقليديًا في العديد من البلدان.[بحاجة لمصدر]

### أستراليا ونيوزيلندا
في أستراليا ونيوزيلندا، يعتبر الشمندر المخلل المقطع مكونًا شائعًا في الأطباق التقليدية كالهمبرغر.

### أوروبا الشرقية
في أوروبا الشرقية، يعتبر حساء الشمندر من الأطباق الشائعة، مثل حساء البرش في أوكرانيا. في المطبخ الأوكراني، ثمة طبق آخر تقليدي هو "شبوندرا" وهي يخنة الشمندر التي تُحضّر من لحم بطن الخنزير أو أضلاعه، وتعتبر نوعاً من حساء البرش لكنها أكثر سماكة. في المطبخ البولندي والأوكراني، يطبخ الشمندر مع فجل الخيل الريفي لتكوين "بورياتشكي"، والتي تستخدم تقليدياً مع اللحوم الباردة والسندويشات، لكنها تضاف غالباً إلى الوجبات المكونة من اللحوم والبطاطا.
على نحوٍ مماثل، يستخدم الشمندر في المطبخ الصربي كسلطة شتوية متبلاً بالملح والخل مع أطباق اللحوم
يستخدم الشمندر مع الفجل الحار لإنتاج النوع الأحمر من صلصة الكرين، وهي معروفة في وصفات المطبخ المجري والمطبخ البولندي والمطبخ الليتواني والمطبخ الروسي والمطبخ الأوكراني.
تحظى شوربة البنجر الباردة التي يطلق عليها "Šaltibarščiai" بشعبية كبيرة في ليتوانيا. وتتكون تقليديًا من الكفير والشمندر المسلوق والخيار والشبت والبصل الأخضر ويمكن تناولها مع البيض المسلوق والبطاطس.[بحاجة لمصدر]
أما طبق البوتفينيا فهو حساء روسي تقليدي قديم يصنع من بقايا الشمندر الأخضر والشمندر الأحمر المفروم، وعادةً ما يُضاف إليه الخبز والكفاس. واشتق اسم "بوتفينيا" من الكلمة الروسية "بوتفا" والتي تعني "الخضراوات الجذرية" إشارةً إلى أوراق الشمندر الخضراء.
كما يشتهر المطبخ الروسي بحساءٍ آخر يعتمد على الشمندر هو "سفيكولنيك"، ويتميز بأن الخضراوات تطبخ نيئة ولا تقلى؛ واشتق اسم هذا الحساء من الكلمة الروسية "سفيوكلا" والتي تعني "الجذر".[بحاجة لمصدر]

### الهند
في المطبخ الهندي، يعدّ الشمندر المفروم والمطبوخ والمتبّل طبقاً جانبياً شائعاً. يزرع الشمندر أصفر اللون في نطاق صغير للاستهلاك المنزلي.

### أمريكا الشمالية
في المطبخ الأمريكي، تستخدم أنواع الشمندر أحياناً لتزيين التارت بالإضافة إلى الفواكه والخضراوات المتعارف عليها.

### شمال أوروبا
الطبق الشائع في السويد وأماكن أخرى في بلدان الشمال الأوروبي هو شرائح لحم ليندستروم، وهو نوع من كرات اللحم أو البرجر، مع الشمندر المفروم أو المبشور المضاف إلى اللحم المفروم.
في ألمانيا الشمالية، يُهرس الشمندر مع طبق اللابسكاوس أو يُضاف كطلب جانبي.

## الإنتاج الصناعي والاستخدامات الأخرى
يُصنّع معظم الإنتاج تجارياً، إذ يصنع مسلوقاً أو مخللاً أو مجففاً.
تستخدم مادة البيتانين التي تُستخرج من الجذور صناعياً كملوّن غذائي أحمر لتحسين لون ونكهة معجون الطماطم والصلصات والحلويات والفاكهة المحفوظة، وحلوى الجيلي، وحبوب الإفطار. عند استخدام عصير الشمندر، فإنه يكون أكثر استقرارًا في الأطعمة ذات المحتوى المائي المنخفض، مثل الأطعمة الجديدة المجمدة وحشوات الفاكهة.
يمكن استخدام الشمندر الأحمر في صناعة النبيذ.

## القيمة الغذائية
يتكون الشمندر الخام من 88% ماء، و 10% سكريات، و 2% بروتين، وأقل من 1% دهن (انظر الجدول). توفر كمية 199 غرام منه قرابة 180 كيلو جول من الطاقة الغذائية، أي ما يعادل 43 سعرة حرارية. يعتبر الشمندر الخام مصدرًا غنيًا لـحمض الفوليك (27% من الكمية الغذائية اليومية المرجعية) ومصدرًا معتدلًا للمنغنيز (16% من الكمية الغذائية اليومية)، مع وجود عناصر غذائية أخرى ذات محتوى ضئيل (أنظر الجدول)
.

### التأثيرات الصحية
أشارت إحدى الدراسات السريرية إلى أن تناول عصير الشمندر أدى إلى انخفاض طفيف في ضغط الدم الانقباضي ولكن ليس ضغط الدم الانبساطي.

## التصبّغ
المركّب أحمر اللون بيتانين هو عبارة عن بيتالين، لا يتحلل في الجسم؛ وفي التراكيز الأعلى قد يتسبب مؤقتاً في تحويل لون البول أو البراز إلى اللون الأحمر.
على الرغم من أنه غير ضارّ، إلا أن هذا التأثير قد يسبب قلقاً أولياً لتشابهه مع مشكلات طبية أخرى مثل وجود دم في البراز، أو مرور الدم عبر فتحة الشرج (تغوط دموي)، أو وجود دم في البول (بول دموي).
يمكن منع تكوّن نتروزامين في عصير الشمندر عن طريق إضافة حمض الأسكوربيك.

## الصور

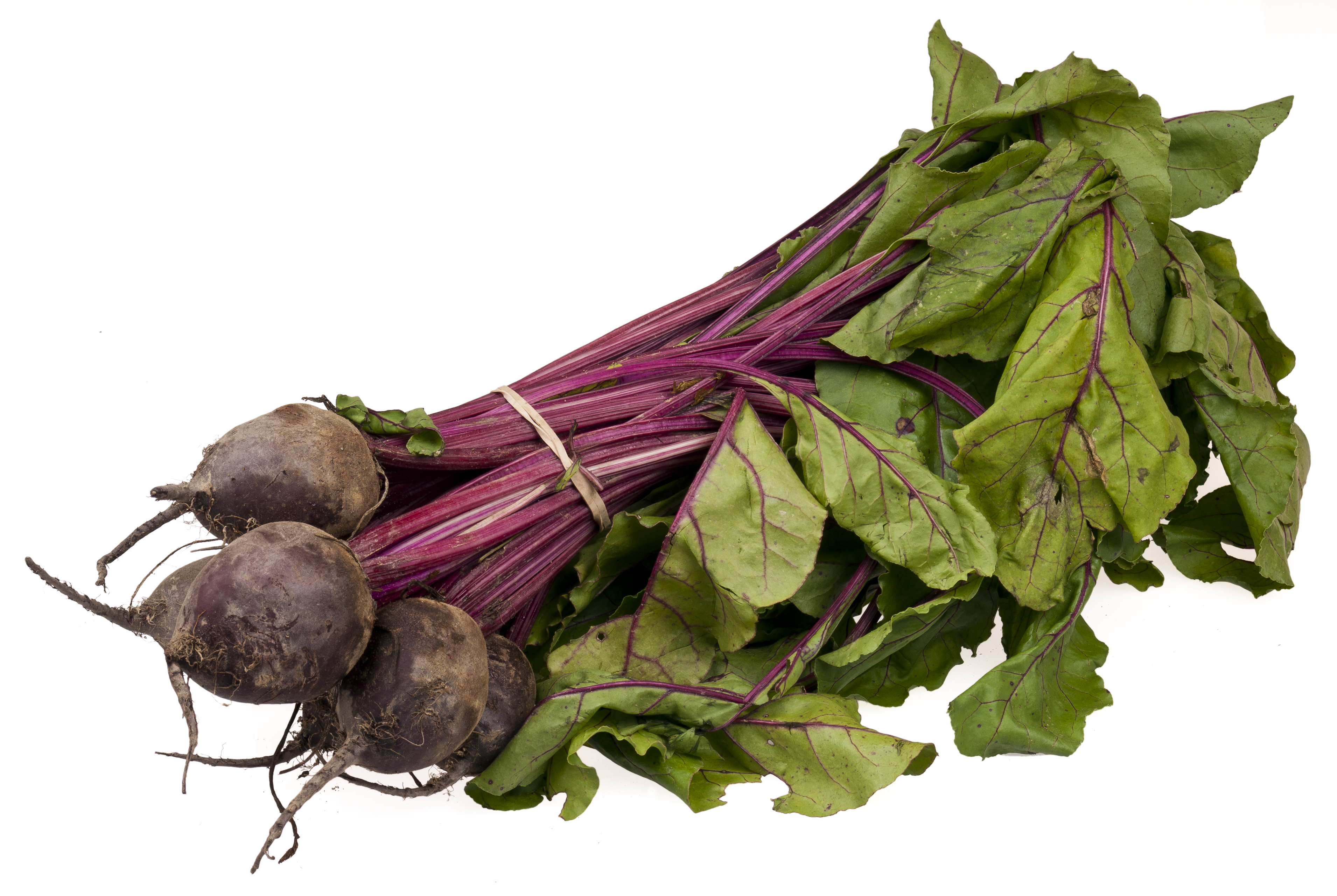
كومة من الشمندر
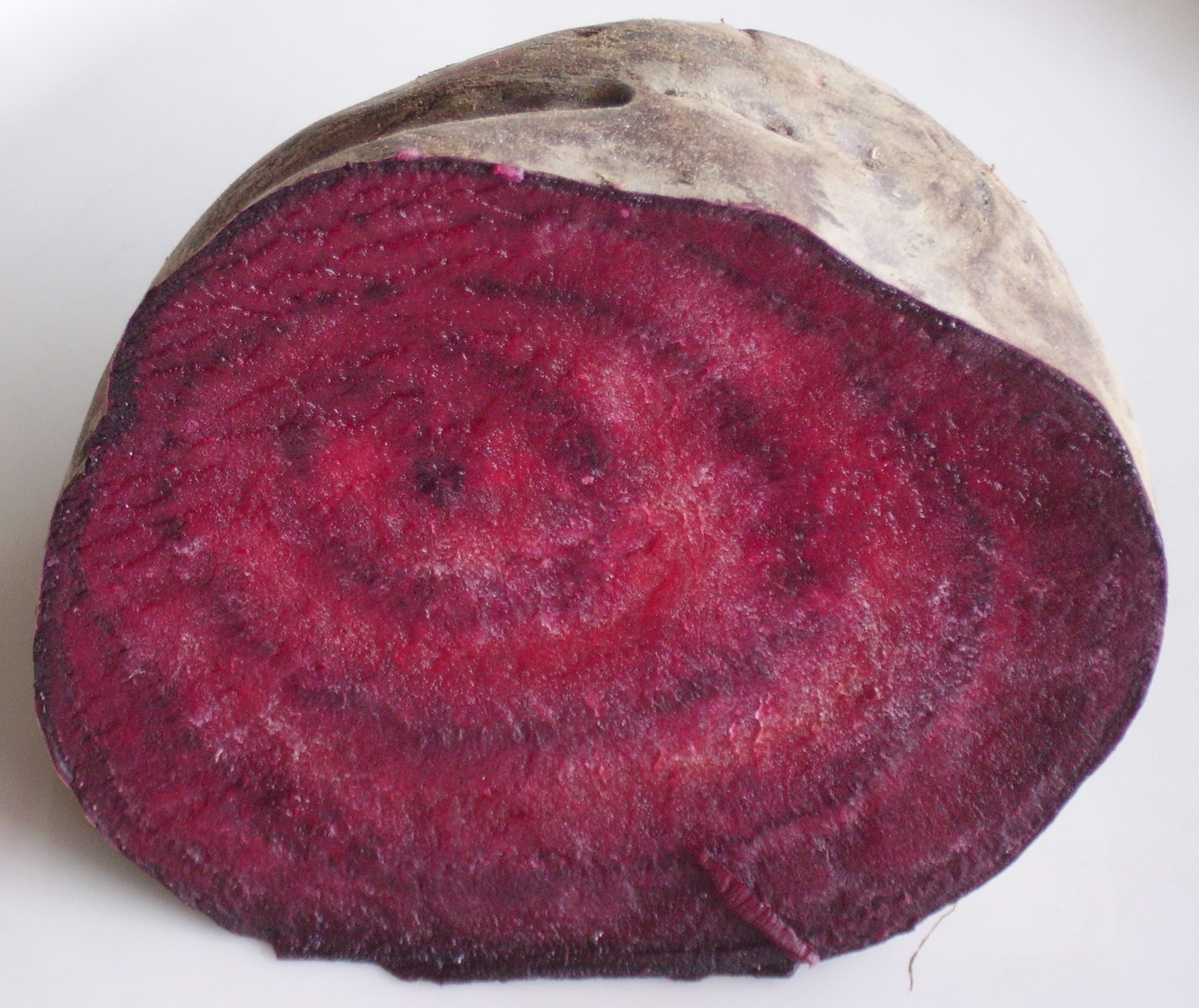
المقطع أخذ من خلال الجذر الرئيسي
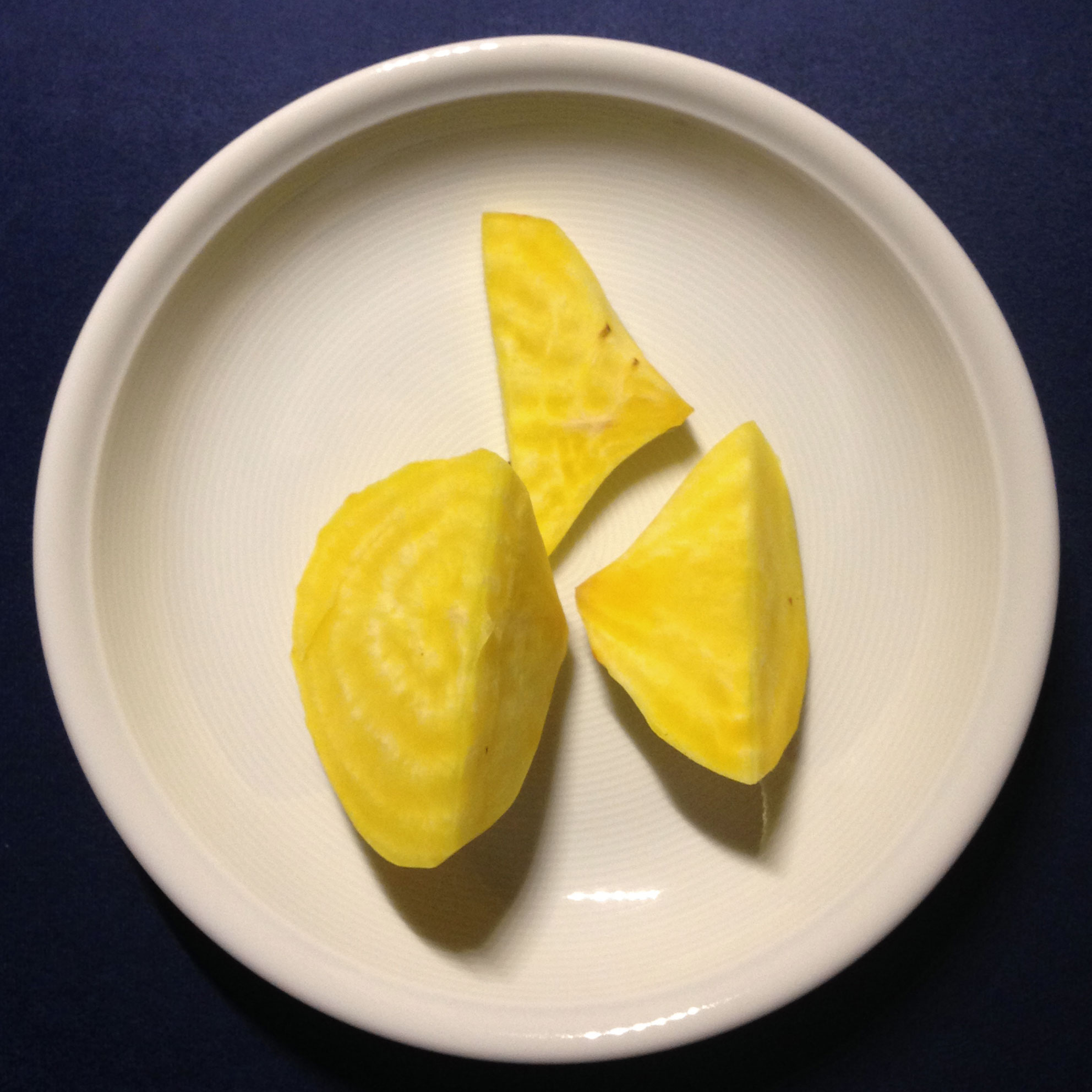
شمندر أصفر
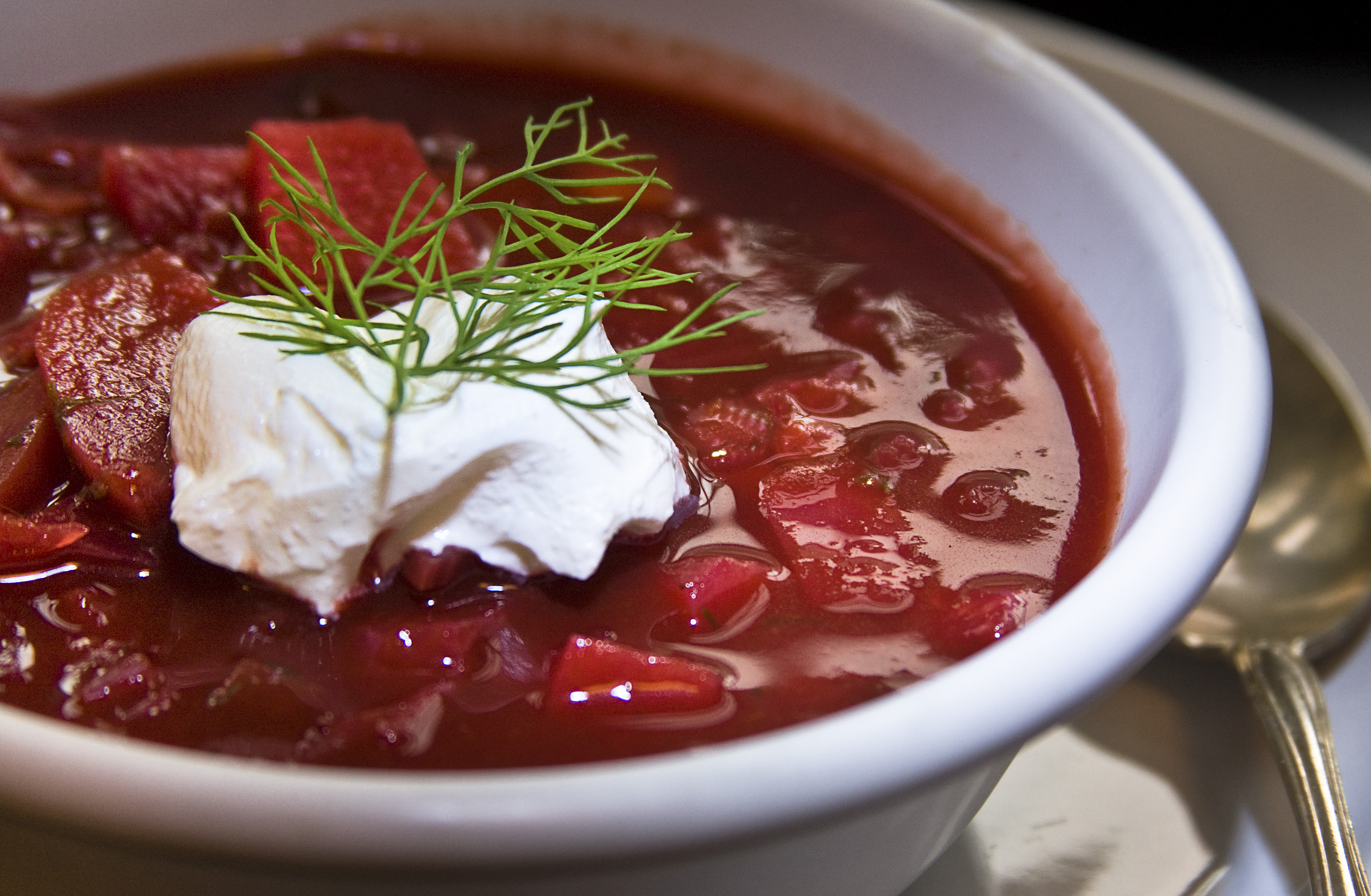
حساء البرش
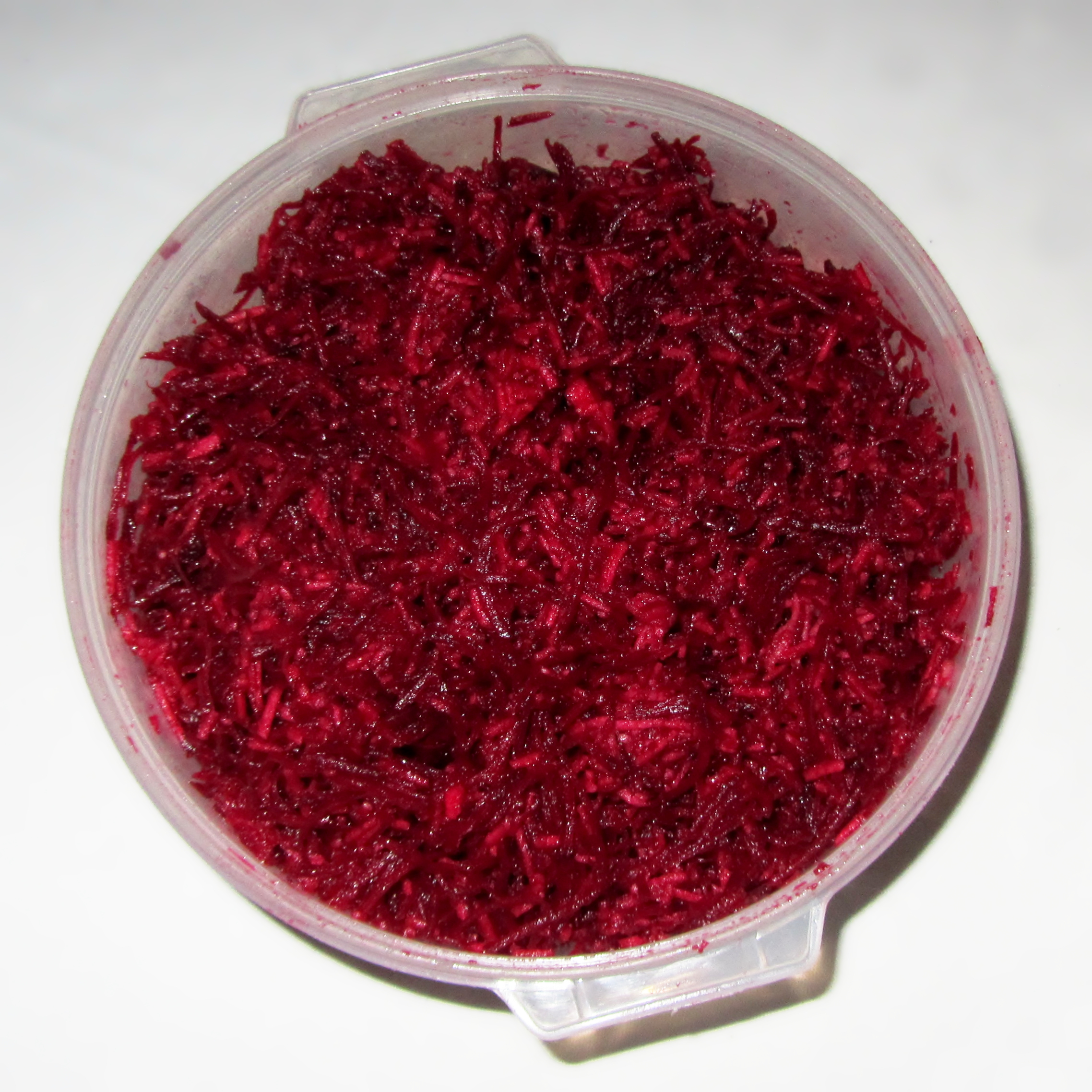
سلطة الشمندر المبشور والتفاح
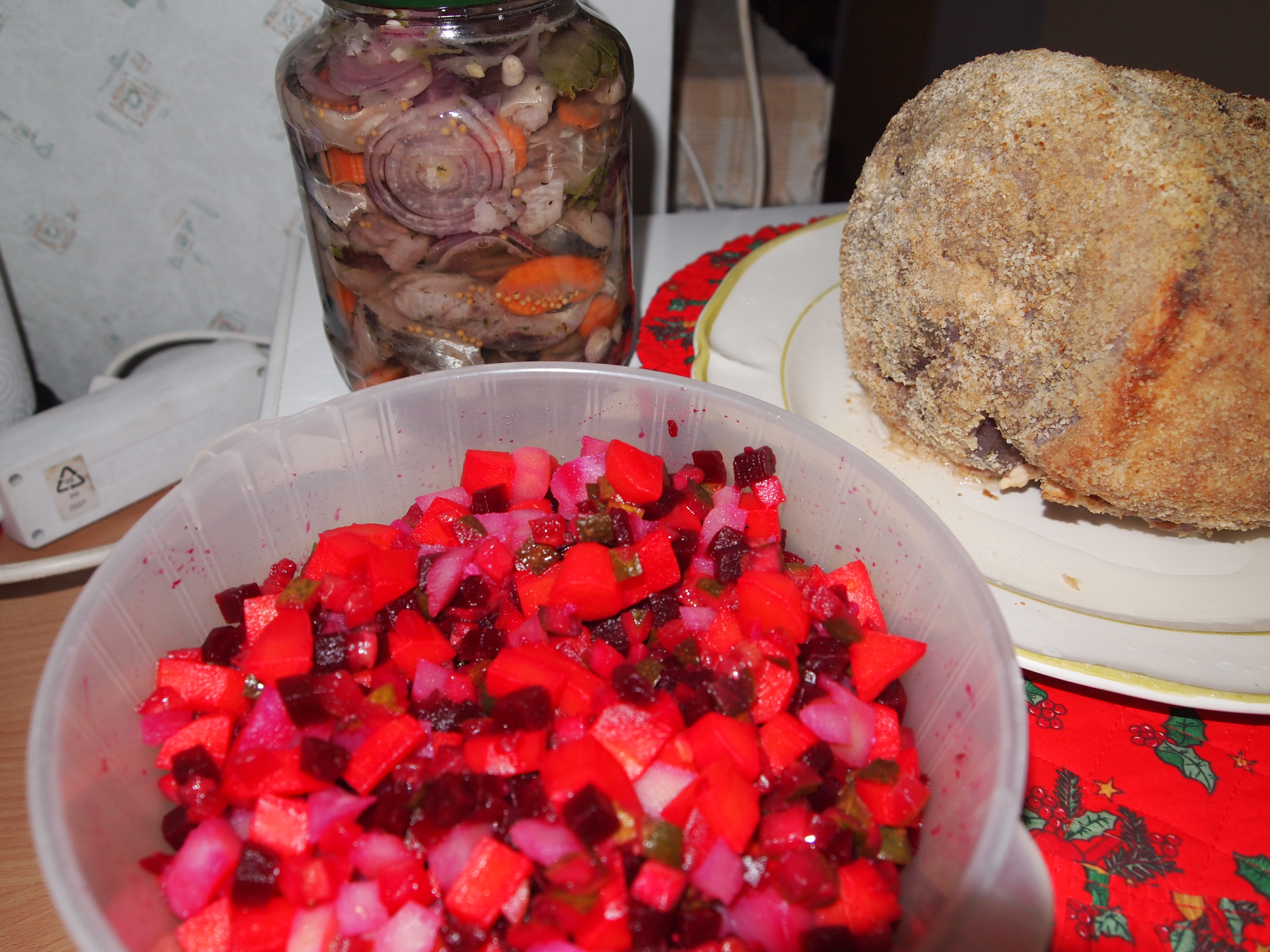
طبق روسولي الفنلندي
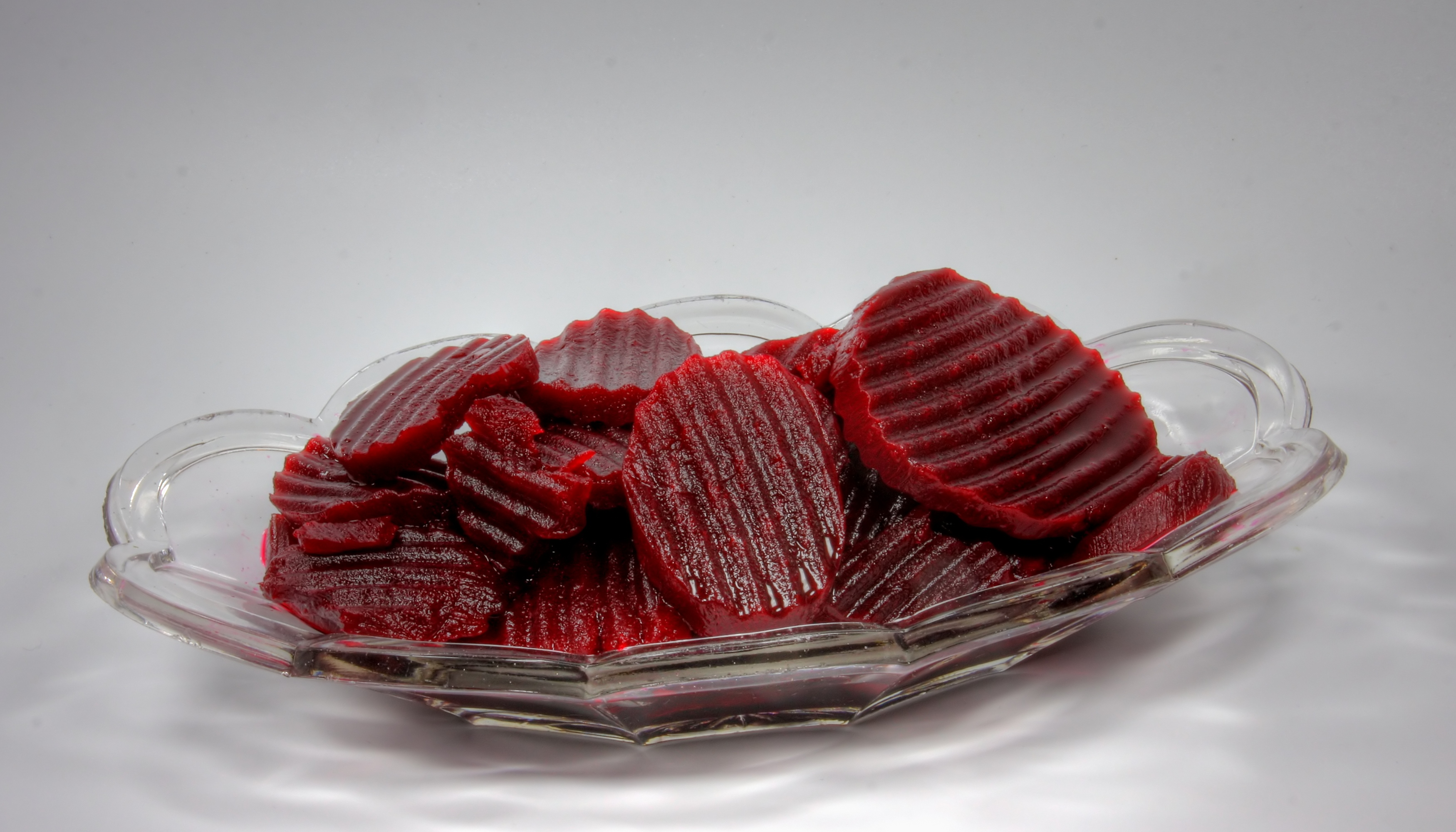
شمندر مخلل مقطع إلى شرائح
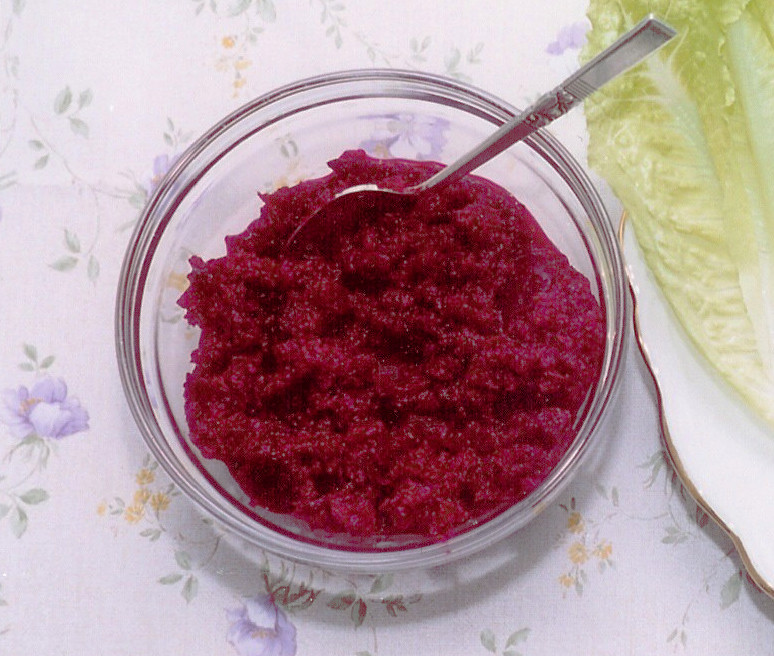
صلصة [[كرين (صلصة)|]] مصنوعة من الشمندر الأحمر.
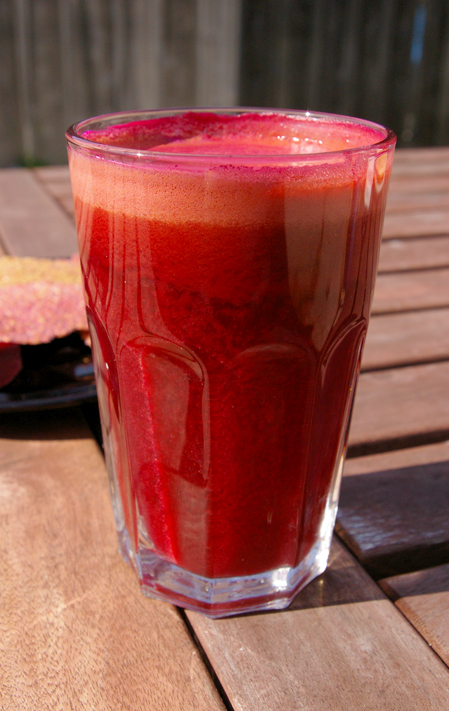
عصير الشمندر
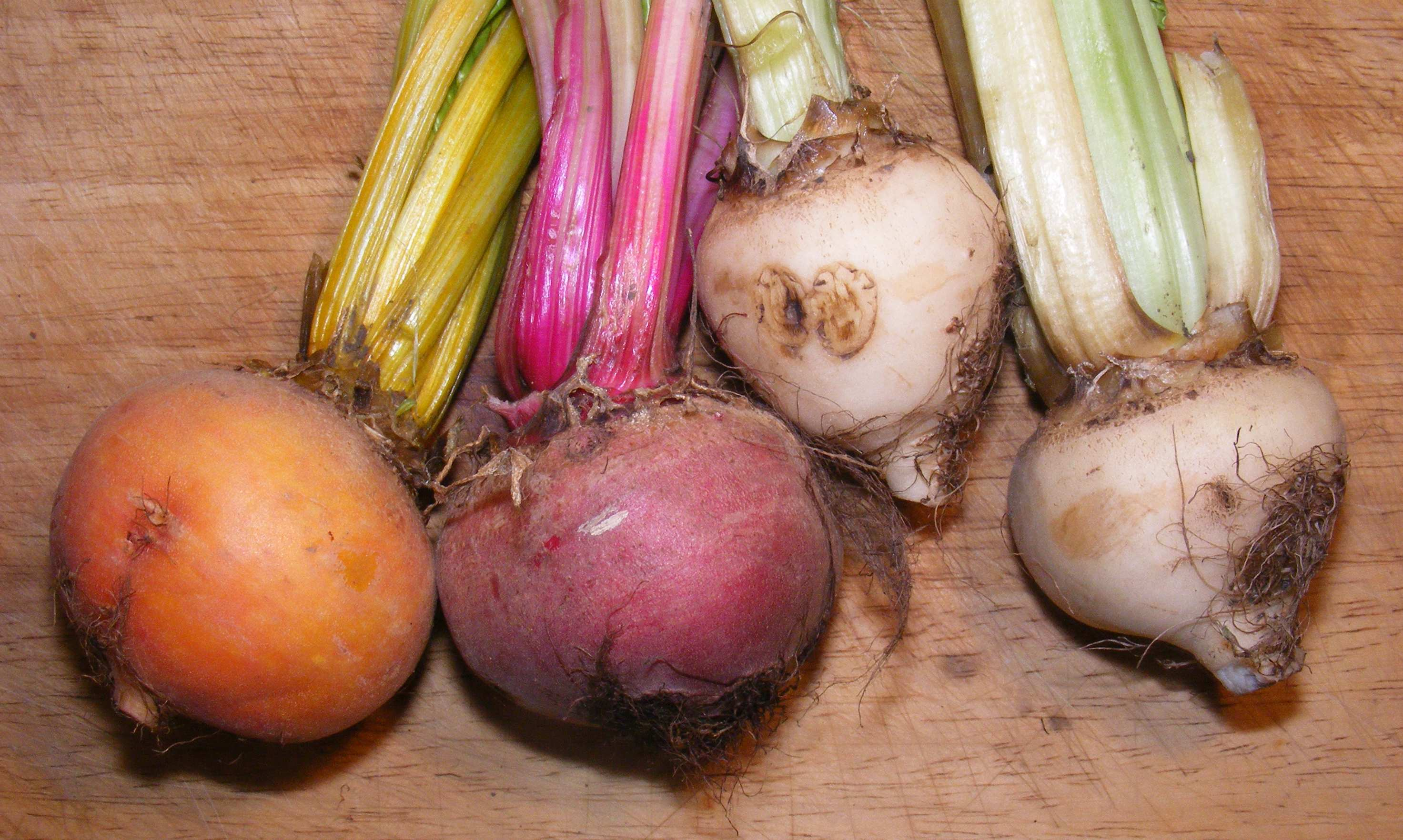
شمندر ذهبي وأحمر وأبيض (من اليسار إلى اليمين)
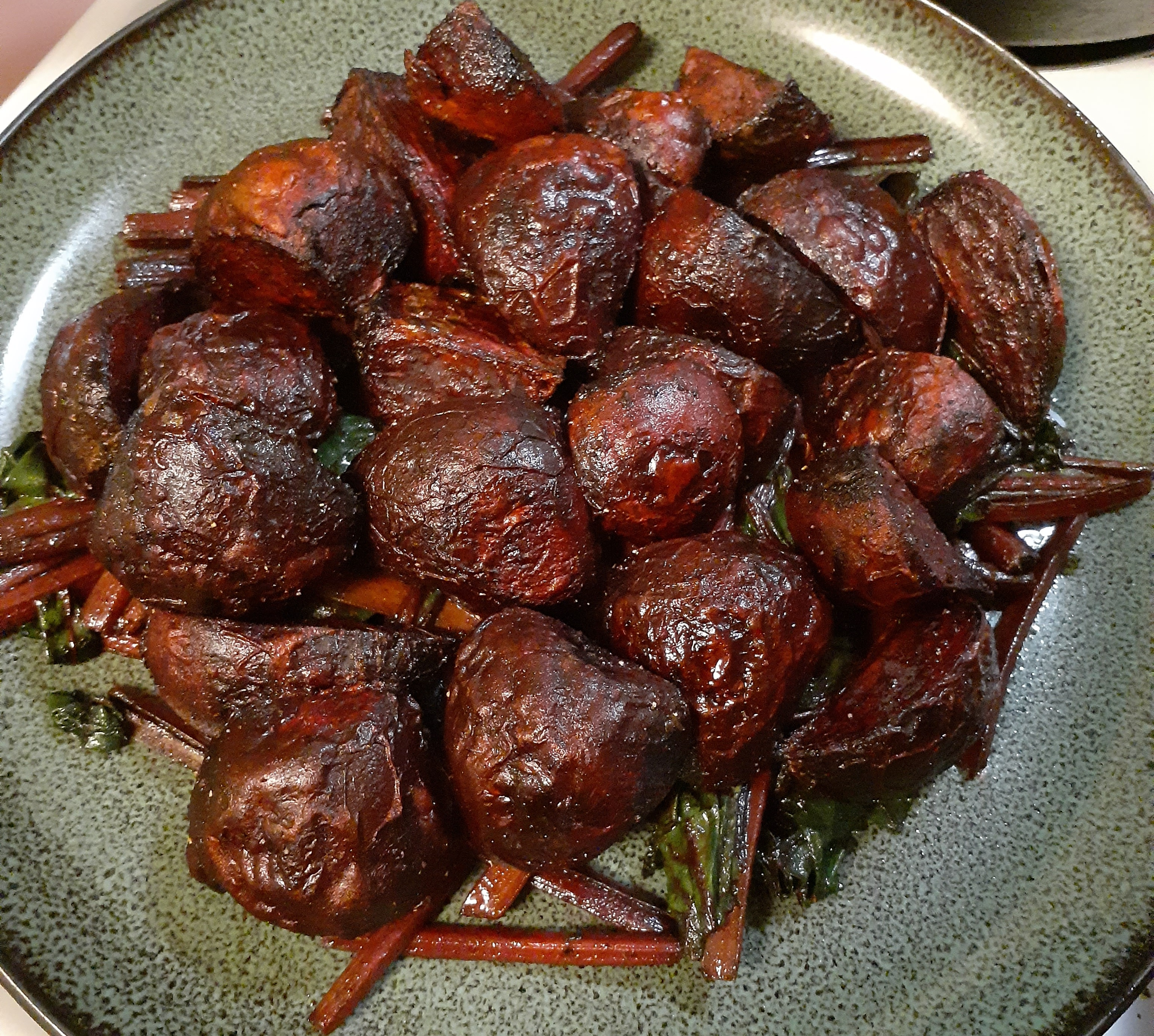
شمندر محمص
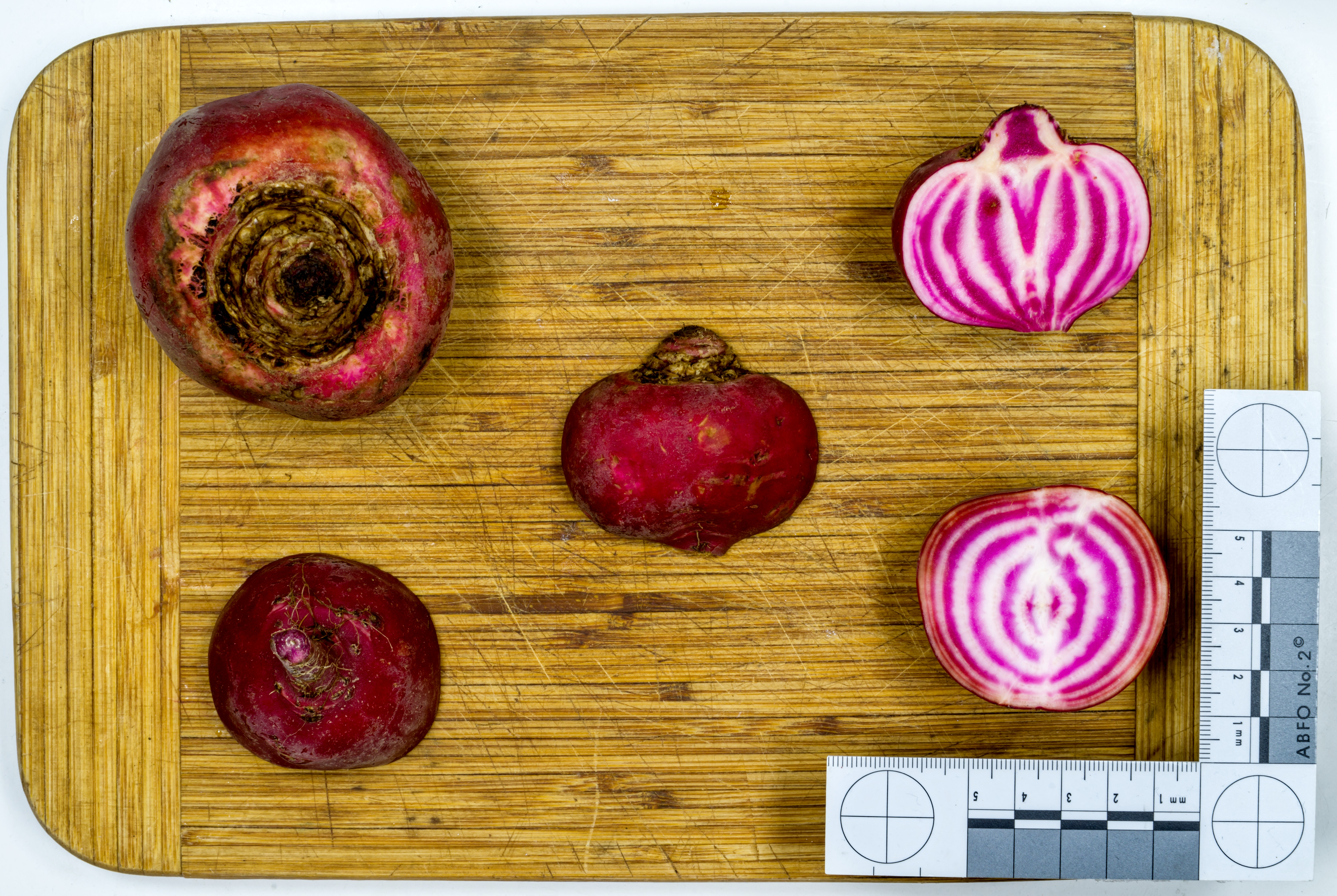
جذر ومقطع عرضي لصنف "كيوجيا"'
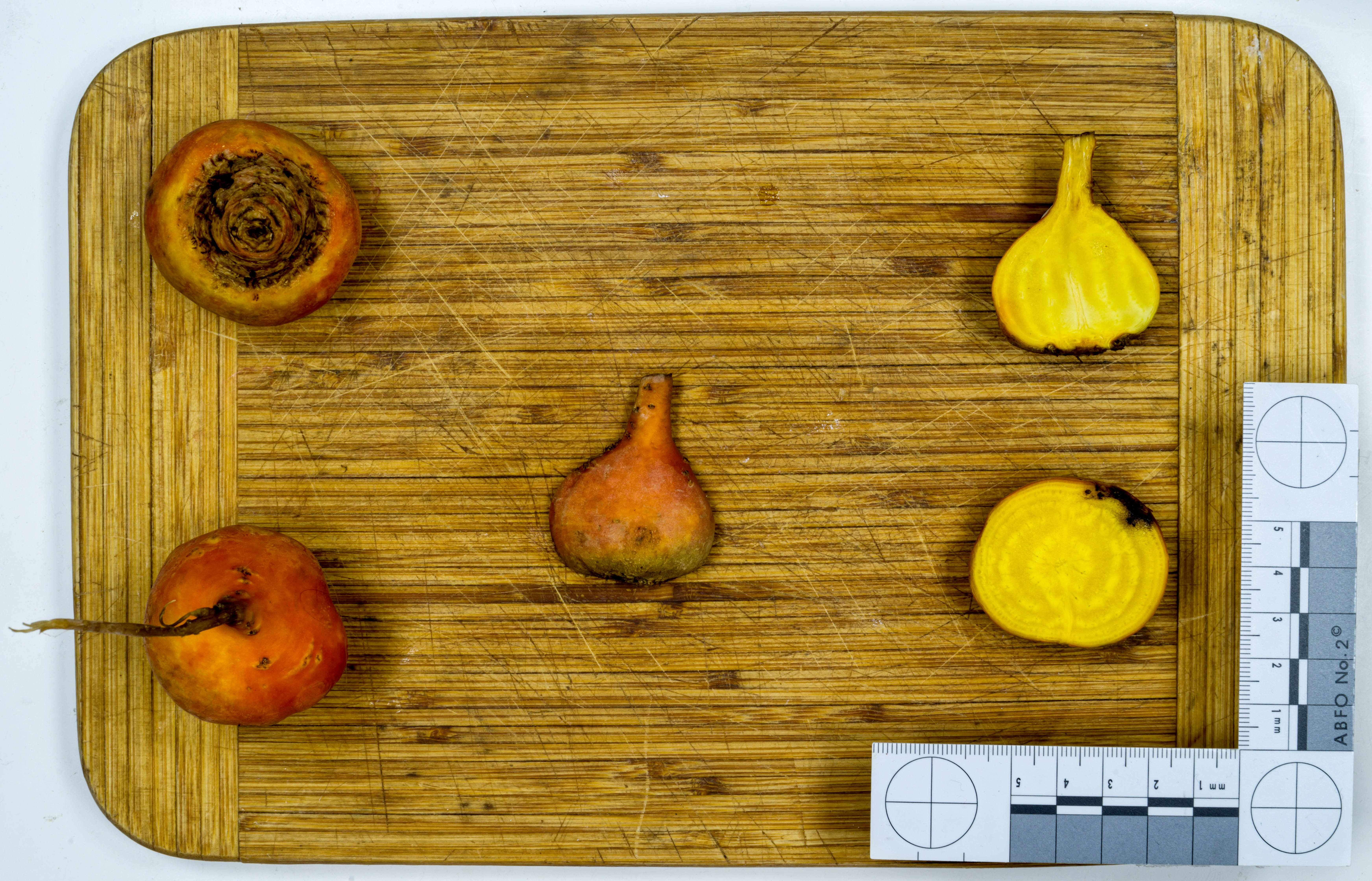
جذر ومقطع عرضي لصنف الشمندر الأصفر
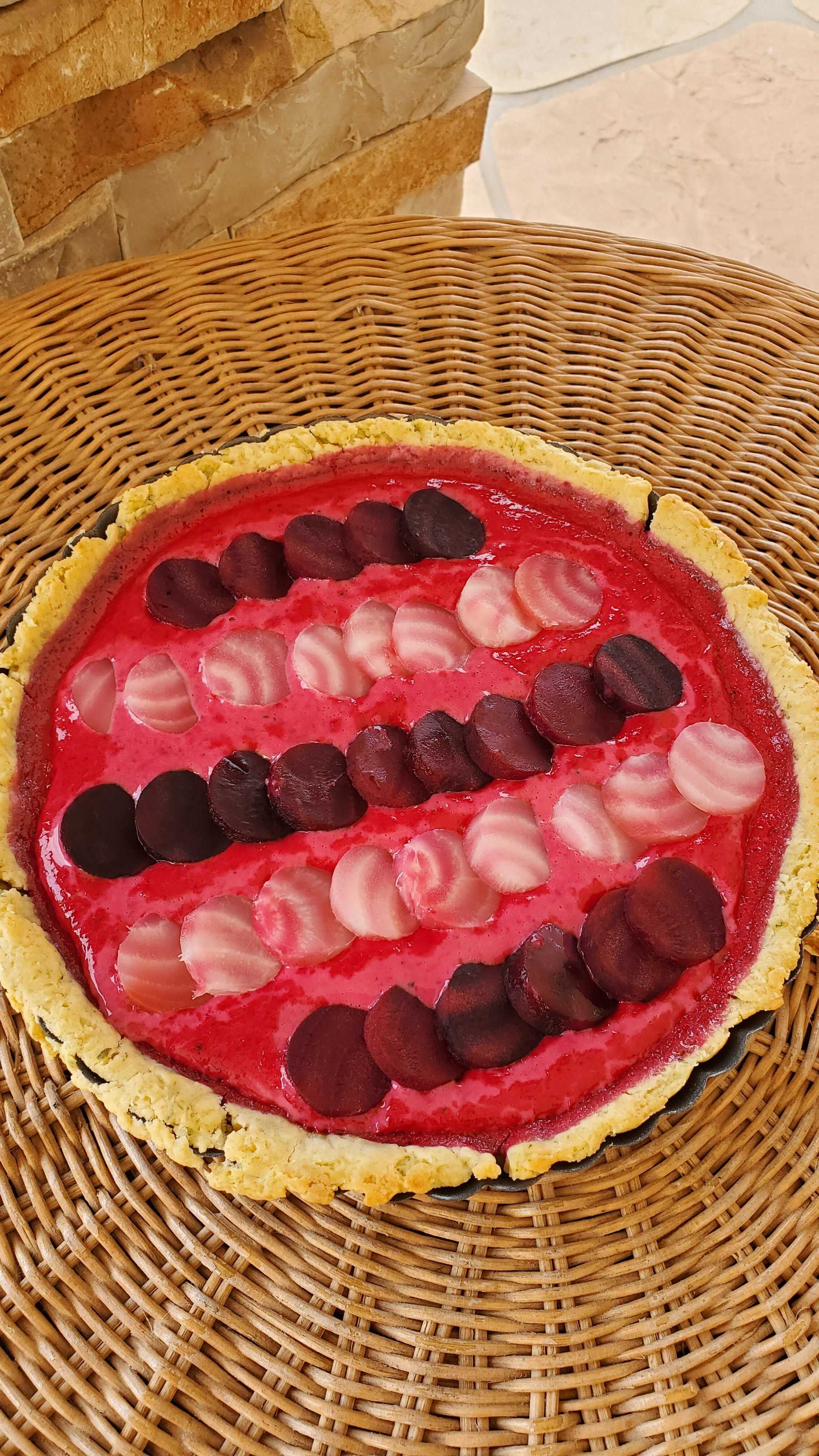
فطيرة الشمندر كيوجيا
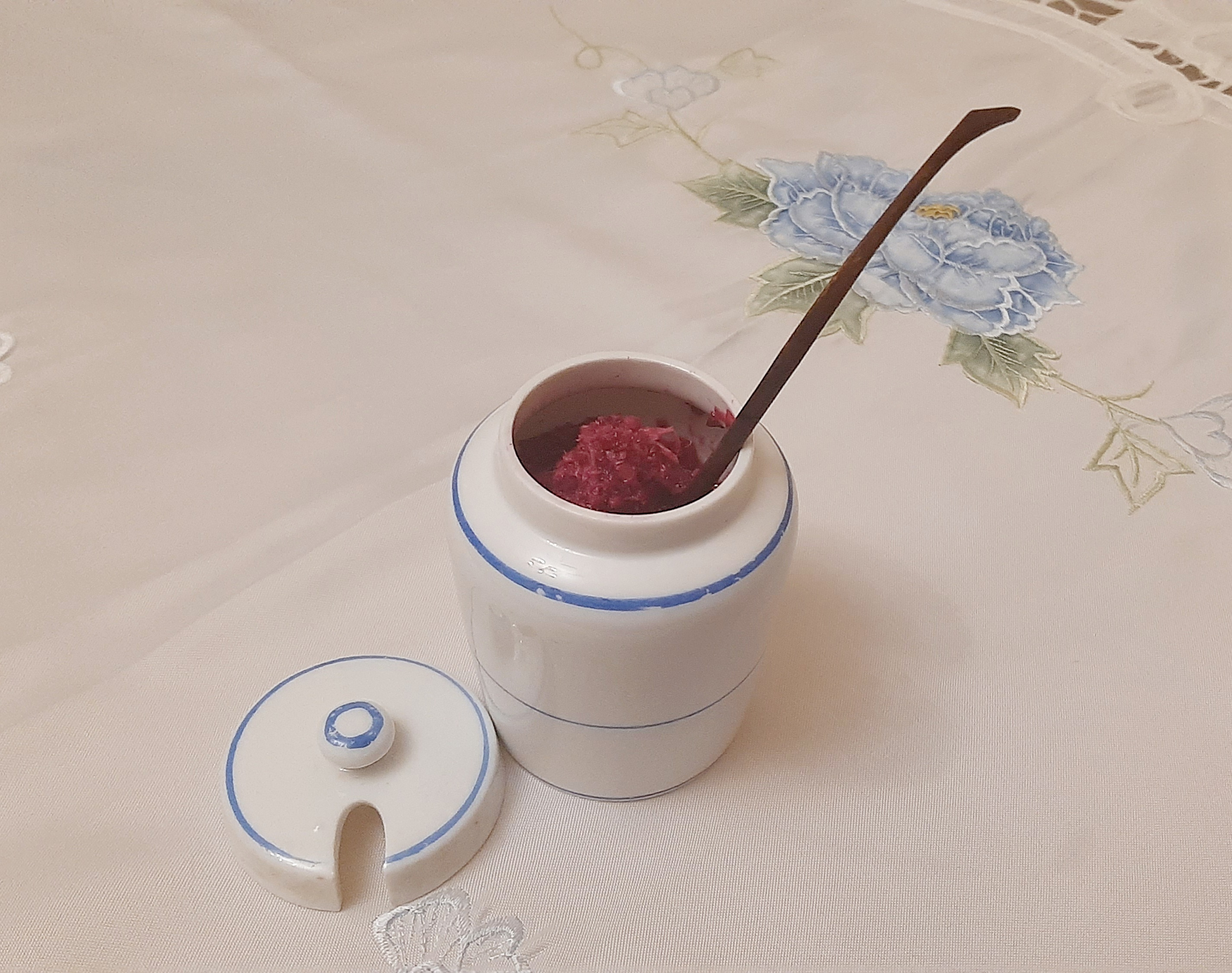
فجل الخيل الريفي مع الشمندر المقطع

## اقرأ أيضاً
- شمندر (نوع)
- شمندر سكري